# Droga wojewódzka 483
Die Droga wojewódzka 483 (DW 483) ist eine 95 Kilometer lange Droga wojewódzka (Woiwodschaftsstraße) in der polnischen Woiwodschaft Łódź und der Woiwodschaft Schlesien, die Łask mit Częstochowa verbindet. Die Strecke liegt im Powiat Łaski, im Powiat Bełchatowski, im Powiat Pajęczański, im Powiat Częstochowski und in der kreisfreien Stadt Częstochowa.

## Streckenverlauf
Woiwodschaft Łódź, Powiat Łaski
-  Łask (Lask) (S 8, DK 12, DW 473, DW 481, DW 482)
- Komorniki
- Gorczyn
- Czestków A
- Czestków B
-  Buczek (Buczek) (DW 484)
- Weronika

Woiwodschaft Łódź, Powiat Bełchatowski
- Kurówek
- Kurów
- Krześlów
- Wypychów
- Podlesie
-  Szczerców (Szczercow) (DK 74, DW 480)
- Chabielice-Kolonia

Woiwodschaft Łódź, Powiat Pajęczański
- Bogumiłowice
- Ostrołęka
- Skąpa
- Strzelce Wielkie
- Dubidze
-  Nowa Brzeźnica (Brzeznica) (DK 42)
- Stara Brzeźnica
-  Ważne Młyny (DW 492)

Woiwodschaft Schlesien, Powiat Częstochowski
- Stara Brzeźnica
- Stary Cykarzew
- Kokawa
- Radostków
- Lubojna
- Wola Kiedrzyńska

Woiwodschaft Schlesien, Kreisfreie Stadt Częstochowa
-  Częstochowa (A1, DK 1, DK 43, DK 46, DK 91, DW 491, DW 494, DW 786, DW 908)